# 콰이러다번잉
《콰이러다번잉(快樂大本營, 쾌락대본영)》은 중화인민공화국 후난위성텔레비전에서 1997년 7월부터 방영한 게임 형태의 버라이어티 쇼이다. 매주 토요일 오후 8시 10분에 방영한다.

## 출연진
MC로는 허중, 씨에나, 리웨이지아, 두하이타오, 우신 5명이 진행한다.
허중은 중국의 가수 겸 배우이다.
씨에나는 중국의 가수 겸 배우이고, 씨에나는 ‘나나’ 라고 불린다.
리웨이지아는 배우이고 ‘Vega’ 라고 부르기도 한다.
두하이타오는 ‘히토 두’ 라고 불리며 중국의 몇몇 프로그램에 출연하고 있다.
우신은 중국 배우로, ‘Orfila’ 라고 불린다.

## 구성
대부분 스튜디오에서 촬영하며, MC와 게스트, 스튜디오 등이 프로그램의 중요한 요소로 구성되어 있다.
스튜디오에서 촬영하여 MC가 프로그램 진도를 여유롭게 파악 가능하며 전체적인 분위기를 조성한다.
스튜디오 촬영은 우리 이웃에서 일어나는 재밌는 이야기들을 찾아가서 잔잔한 감동과 재미를 나누는 방식을 취하며 관객들과 MC들의 사이가 더 가까워져서 상호 간의 교류를 더 쉽게 할 수 있다. 또 매주 대중화된 게스트를 초청하여 다양한 캐릭터를 보여주고 있으며 시청자들에게 엄숙하거나 거리감 있는 시청 분위기에서 벗어나 홀가분하고 유쾌한 느낌을 전달한다.

## 전개
프로그램 전개는 여러 개의 작은 게임들을 통하여 게스트 각각이 지닌 다양한 캐릭터를 시청자들에게 보여준다. 이는 게스트가 프로그램 주제 및 지위를 차지하고, 쾌락가족은 여러 프로그램 코너를 연결하여, 프로그램의 발전을 이끌어 가는 역할을 담당한다. 쾌락대본영은 과거의 중국 예능이 단순히 흥미 유발과 오락성 만을 만족 시키는 한계를 극복하고자 하였다. 게임 종류에는 상대방이 그린 그림 맞히기, 마란산KTV, 두사람이 머리로 풍선 옮기기, 누가 나의 진짜 친구인가 등이 있다.

## 같이 보기
- 우리동네 예체능 (KBS2)
- 출발 드림팀 (KBS2)
- MBC 일요큰잔치 (MBC)
- 화요청백전 (TV조선)

## 참고 문헌
논문
- 이소맹, 《한국과 중국의 버라이어티 쇼 비교 : - 한국 <무한도전>과 중국 <쾌락대본영(快樂大本營)>을 중심으로-》경희대학교 일반대학원 석사 학위 논문